# Perciò
Il perciò, ∴, è un carattere tipografico di tipo matematico-scientifico, solitamente utilizzato in un'argomentazione logica o in una dimostrazione matematica prima di una conseguenza logica, qual è ad esempio la conclusione di un sillogismo. Tale carattere, solitamente utilizzato solo in ambito matematico e stenografico, consiste di tre punti disposti a triangolo con un vertice verso l'alto.

## Storia
Stando a quanto riportato da Florian Cajori nella sua opera A History of Mathematical Notations del 1929, l'origine di tale simbolo si deve al matematico svizzero Johann Rahn, a cui si deve anche l'introduzione dell'obelo come simbolo di divisione, il quale per indicare una conseguenza utilizzava indiscriminatamente tre punti disposti a triangolo con un vertice rivolto verso il basso o verso l'alto (due simboli oggi noti come "perciò" e "poiché") e che solo nell'edizione in tedesco del 1659 del suo Teutsche Algebra usò quasi solamente la versione con un vertice rivolto verso l'alto. Nel XVIII secolo, altri autori utilizzarono i tre punti disposti a triangolo per indicare una conseguenza ma anch'essi, come Rahn, non adottavano nessun criterio circa l'orientazione del triangolo. Tale notazione fu mantenuta fino al XIX secolo, quando fu introdotto il "poiché" e si iniziò quindi a fare distinzione tra le diverse orientazioni del triangolo formato dai punti. Nel XX secolo, l'utilizzo della notazione con tre punti per il "perciò" divenne piuttosto raro nell'Europa continentale, restando invece popolare nei paesi anglofoni.

## Unicode
Nel sistema di codifica Unicode, il codice per il "perciò" è:
- U+2234 ∴ Perciò

## Esempi di utilizzo
Uso in un sillogismo:
Tutti gli dei sono immortali.
Zeus è un dio.
∴ Zeus è immortale.
e in matematica:
{\displaystyle x+1=10}
∴{\displaystyle x=9}

## Altri utilizzi

### Meteorologia
In meteorologia, il simbolo del "perciò" è utilizzato per indicare "pioggia che non gela, continua moderata", mentre un altro simbolo ad esso simile, l'asterismo, è usato per indicare "caduta di fiocchi di neve continua moderata".

### Massoneria

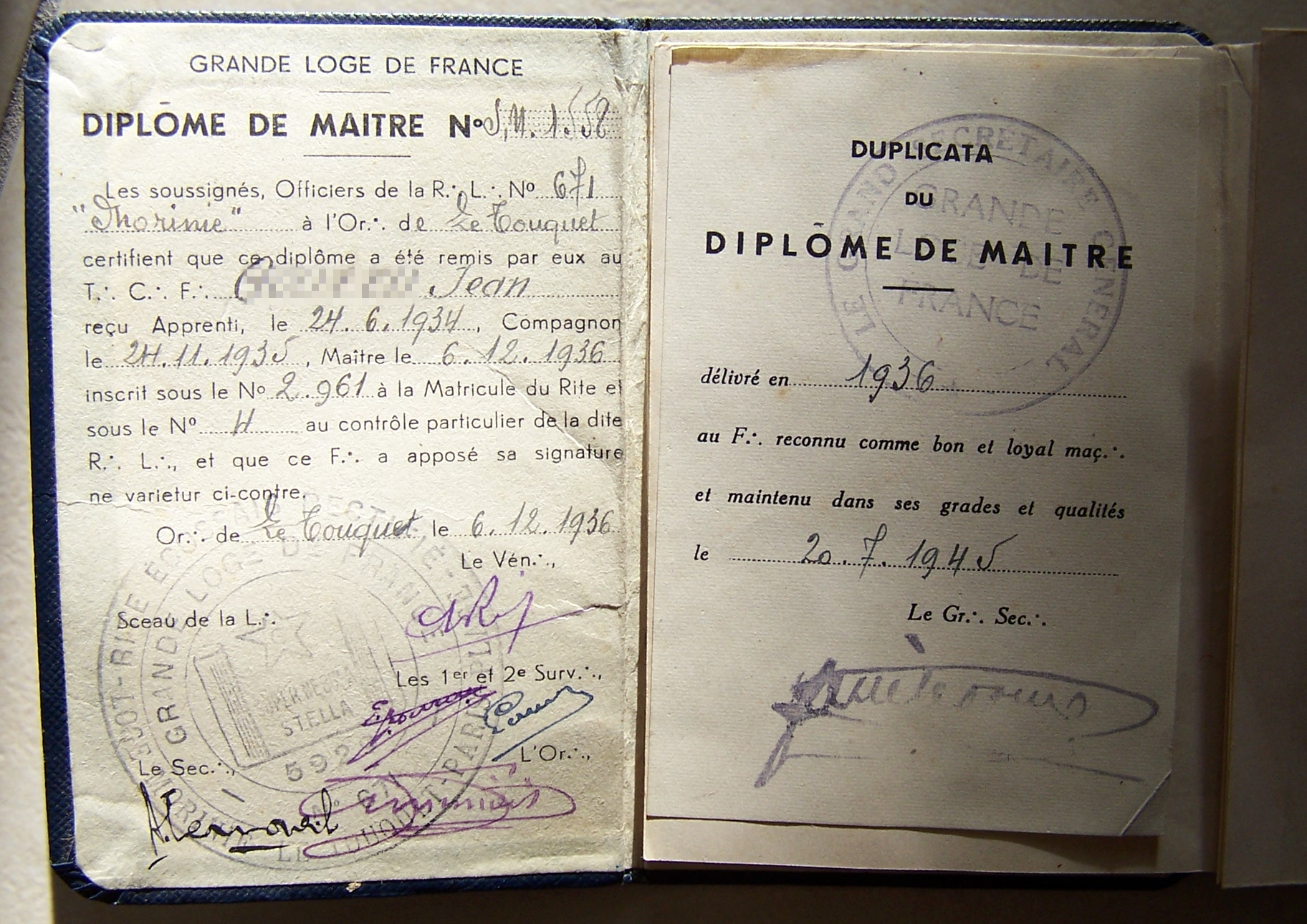
Un diploma della loggia massonica Grande Loge de France recante il simbolo di "perciò" come sostituto del punto in un'abbreviazione.

Nelle tradizioni massoniche, il simbolo di "perciò" è utilizzato per indicare un'abbreviazione massonica al posto del punto fermo, convenzionalmente utilizzato con altre abbreviazioni. Ad esempio l'espressione "M∴V∴ Carlo Rossi" è l'abbreviazione di "Maestro Venerabile Carlo Rossi", laddove "Maestro venerabile" è un titolo massonico dato a colui il quale governa l'officina all'interno di una loggia, rappresentandone il vertice gerarchico.

## Simboli simili
Tra i simboli simili al "perciò" si può menzionare il già citato simbolo di "poiché", ∵, formato da tre punti disposti a triangolo con un vertice rivolto verso il basso e talvolta utilizzato in stenografia. 
Un altro carattere già citato è l'asterismo, ⁂, costituito da tre asterischi disposti a triangolo con un vertice orientato verso l'alto. Il suo maggior utilizzo, sebbene anch'esso ormai piuttosto raro, è quello di separatore tra paragrafi.
Il carattere ஃ della scrittura Tamil rappresenta l'āytam, un carattere simile al visarga, che indica uno speciale suono della lingua Tamil.
Il simbolo ∴, graficamente identico al "perciò", è utilizzato sulle mappe dell'Autorità di informazione geospaziale del Giappone per indicare una piantagione di tè. Su alcune mappe, un simbolo identico ma formato con punti più marcati, ⛬, è utilizzato per indicare un monumento nazionale o un sito di interesse storico.